# Pilea lobulata
Pilea lobulata är en nässelväxtart som beskrevs av Ignatz Urban. Pilea lobulata ingår i släktet pileor, och familjen nässelväxter. Inga underarter finns listade i Catalogue of Life.